# 安息日

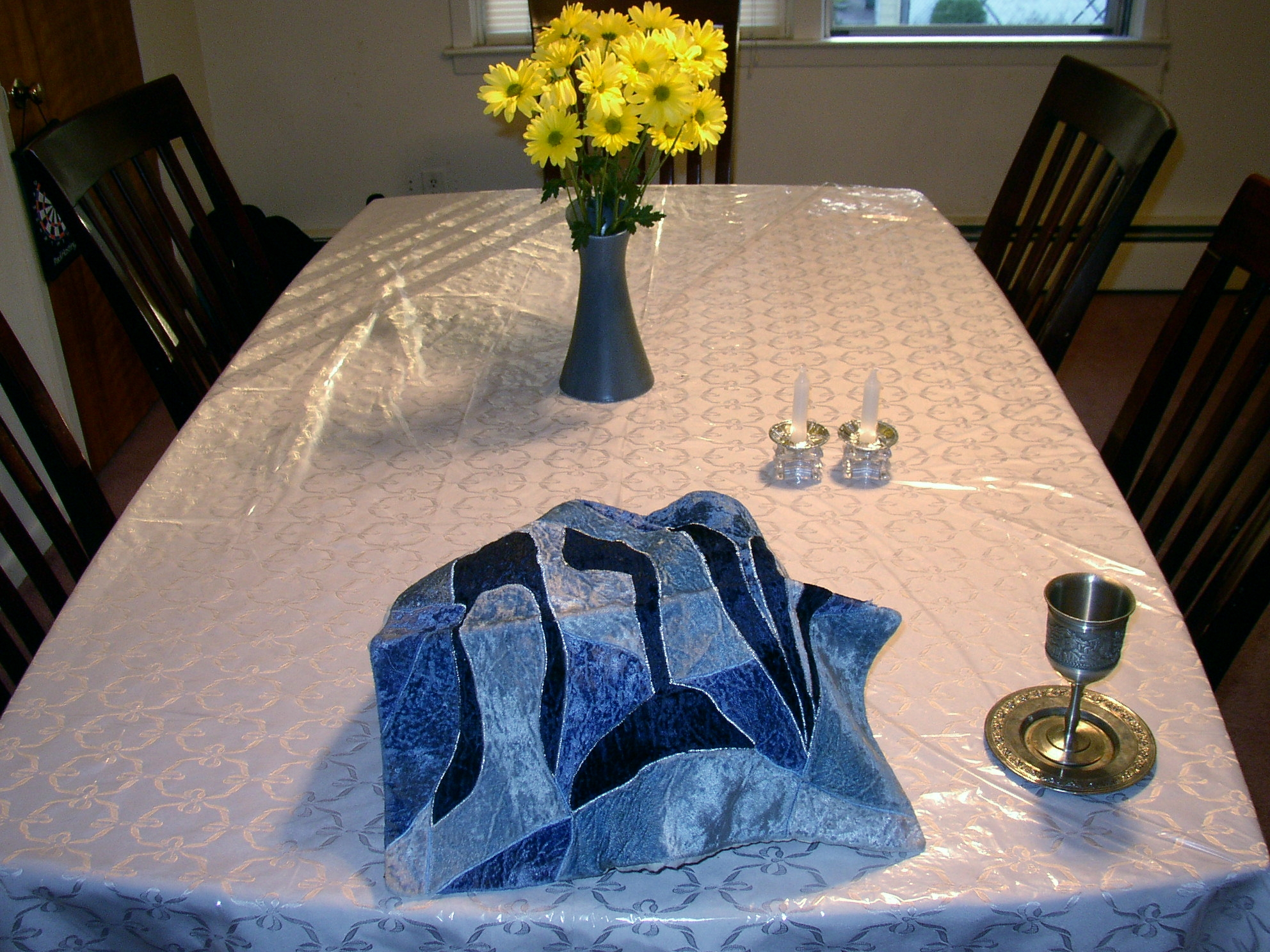

安息日（希伯來語：שַׁבָּת，又译沙巴特，含有“休息，停止，終止”的意思）是猶太教每週一天的休息日，根据神的有关命令纪念神创世六日后休息的第七日。安息日在摩西获得的十诫中有明确指出。
根據摩西律法所定的安息制度，以色列人在每七天一次的聖日、每年幾個特定的日子、每七年一次和每五十年一次的聖年，都必須守安息。猶太人每七天所守的安息日，按照猶太曆，是從星期五日落起到星期六日落。當安息日開始時猶太教徒會點起蠟燭，而時間按當地日落時間而定。安息日是一個喜慶的日子。它是一個記念上帝和思考生命的精神層面，並花時間陪伴家人的一天。現代社會的星期六作為多數國家的公眾假期，便是受此影響。以色列的休息日為安息日，即週五、週六，週日到週四是工作日。

## 创立和目的
《創世記》第2章第1节至第3节参记载，耶和華使地球適宜人類居住之後就安歇，停止了地球上的創造工作。而當初並沒有分為猶太人與外邦人之別。所以安息日是屬於全人類。
《出埃及記》记载，耶和華透過十誡吩咐人們紀念上帝六日創造萬物的事蹟，並且與上帝一起休息的日子。
《申命記》记载，“不要忘記你在埃及地也做過奴隸。耶和華你的上帝用强壯的手、伸出的臂膀把你從那裏領出來，所以耶和華你的上帝吩咐你要守安息日。” 从这里可以看出，耶和華吩咐以色列人守安息日，是跟上帝拯救他們脱離埃及的奴役有關，而不是跟伊甸園發生的事有關。
《出埃及記》也记载，“以色列全會衆從埃及地出來以後第二個月的十五日，到了以琳和西奈之間的遜曠野。摩西對他們説：‘這件事耶和華早已説過。明天要守安息日，就是耶和華所定的聖安息日。……六天你們要出去撿食物，第七天是安息日，必沒有食物可撿。’……耶和華對摩西説：‘……要記住，耶和華把安息日賜給了你們’。”在此之前，人已經把七天定為一週，但妥拉在這裏才首次提到守安息日的規定。
《以賽亞書》記載，當上帝的新天新地降臨的時候，所有的人都要在安息日敬拜上帝，並且共同觀看違背上帝旨意之人的屍首。

## 希伯來聖經中的安息日
犹太教希伯来圣经正典《塔納赫》多次提及要遵守安息日，最明顯是十誡中的第四誡（出埃及記20:8-11 和申命記5:12-15）。其它提有提及的包括出埃及記31:12-17 和 35:2-3、 利未記 19:3、19:30、23:3及民數（20, 22, 23章）和 尼希米記 9:14都有提及。

## 意義

### 猶太教
塔納赫及和猶太教公禱書表示安息日有以下四個目的：
1. 記念創世記中記述上帝的創造和第七天竭工。（創世記2章：1-3節）
2. 到新天新地之後敬拜上帝的日子。（以賽亞書66章：22-24節）
3. 記念以色列人從古埃及為奴之地得釋放（申命記5章：15節）。
4. 預表猶太教彌賽亞來到之時。

猶太教視安息日為神聖的歡樂日子。猶太律法規定安息日為其曆法中最重要日子：
- 它是聖經所記首個聖日，而上帝借終止創造之工來遵守它（創世記 2:1-3節）。
- 猶太禮儀書 視之為日子中的新娘和女王。
- 星期六早上禮儀唸誦的妥拉經卷比平日長，而安息日當日是比其它聖日更長。
- 古代猶太律法規定違反安息日規定者要以石頭擲死，這是最嚴重的懲罰。[7]

### 基督宗教
在新約聖經中安息日的目的與生活方式：
1. 休息（路加福音23章：54-56節）
2. 聚會，有外邦的婦女基督徒在外邦之地的河邊聚會。（使徒行傳16章：9-13節）
3. 為耶穌的真理辯論。（使徒行傳17章：1-2節）
4. 作善良的事情的日子。（馬太福音12章：9-12節）